# 헨리 허드슨
헨리 허드슨 (Henry Hudson, 1565년경 ~ 1611년 6월 23일 실종)은 잉글랜드의 항해가이자 탐험가였다. 1610년에 캐나다 북방을 탐험하여 허드슨강, 허드슨 해협, 허드슨 만을 발견하여 잉글랜드의 북캐나다 지배의 기초를 닦았다. 1611년에 승무원들의 반란으로 그의 아들 존과 동지 7명과 함께 작은 보트에 강제로 옮겨진 후 허드슨 만에 버려지면서 행방불명되었다. 이로써 아시아로 가는 북서항로 개척은 좌절되었다. 그러나 탐험을 통해 허드슨이 발견한 것들은 다른 탐험가들에 영향을 주었고, 훗날의 식민지 건설과 교역을 위한 기초를 닦았다.

## 어린 시절
1607년 그의 첫 의미 있는 항해에 앞서 허드슨에 관하여 많은 것이 알려지지 않았다. 대부분의 역사가들은 그가 1565년경에 잉글랜드에서 태어나 어쩌다 런던에서 살았다고 믿는다. 그는 자신이 읽고, 쓰고 수학을 할 수 있었던 것으로 알려졌기 때문에 좋은 교육을 받았을 것이다. 대부분의 학자들은 허드슨의 조부가 모스크바 회사의 창립자들 중의 하나였다고 믿는다. 이 것은 이때 매우 중요한 교역 회사였으며 허드슨이 자신의 항해들에 떠날 이유였을 것이다. 아마도 캐빈 보이로서 어린 나이부터 배들에서 헨리가 일했을 것이다. 그는 어떻게 요리하고, 항해들을 다루고, 배를 돌보고 항해 일지를 지키는 것을 배웠을 것이다. 그는 또한 항해하는 것도 배웠을 것이다. 그 일이 언제 정확히 알려지지 않았으나 어떤 점에서 허드슨은 캐서린이라 불리는 여성에게 결혼하여 2명의 아들 - 올리버, 존과 리처드를 두었다. 그의 아들 존은 그의 4개 항해들 전부에 그에게 가입할 것이었다.
그 것은 1587년 동료 탐험가 존 데이비스와 함께 항해했다는 것으로 생각되었다. 데이비스의 항해에 그들은 북서항로를 발견하는 데 북극으로 항해하였다. 교역과 상업은 17세기 동안 탐험가들을 위한 2개의 동기 부여들이었다. 세계의 거의는 다양한 국가들에 의하여 지도가 제작되어 정착되었다. 그러나 세계의 정상에 수로의 가능성은 아직도 알려지지 않았다. 유럽에서 많은 국가들은 지속적으로 아시아로 더빠른 통로들을 찾고 있었다. 아시아로 더빠른 경로들에 관한 욕구는 향료 같은 다른 상품들을 위한 수요에 의하여 주도되었다. 모스크바 회사는 예외가 아니었다. 그들은 함선들과 선원이 있었으나 항해를 통솔하는 데 아무도 없었다. 존경받은 학자이자 성직자 리처드 해클럿은 직업을 위하여 허드슨을 추천하였다. 그 전에 허드슨은 선장이 아닌 항해자 만으로서 경험을 가졌다. 그러나 1607년 허드슨은 북극권을 가로질러 중국으로 향하여 항해하는 데 여행을 지도하도록 모스크바 회사에 의하여 위임되었다.

## 항해들

### 주요 항해

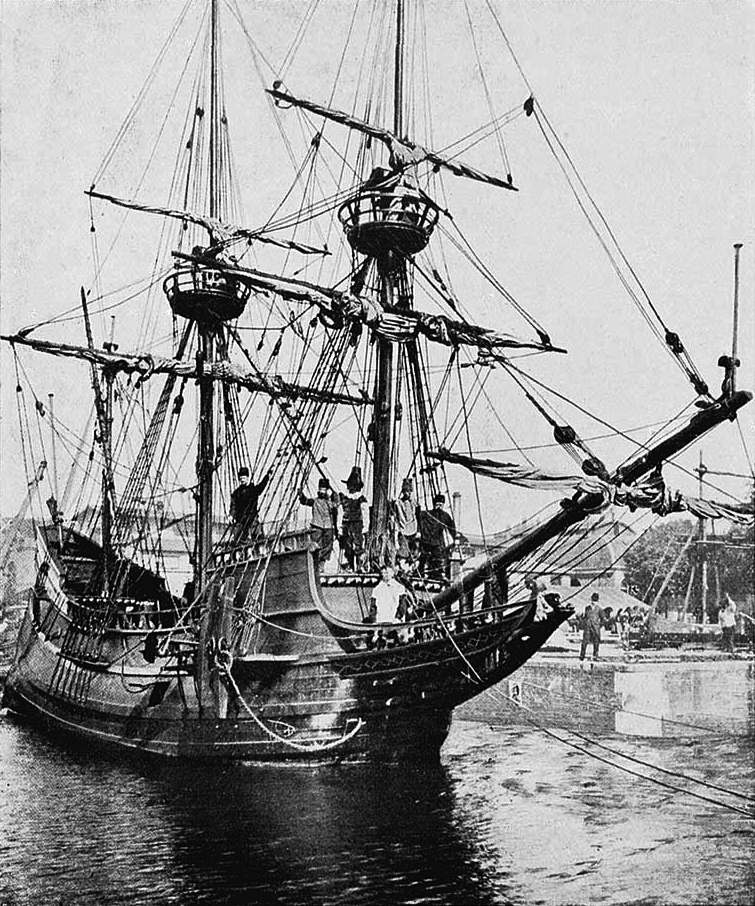
하프문 호

1607년 호프웰 (Hopewell)호를 타고 1607년 4월 그레이브젠드를 떠났다. 그는 자신의 아들 존을 포함하여 10명 남성들의 선원을 가졌다. 그 일은 나쁜 바람에 의하여 느린 여행이었다. 잉글랜드의 북부 셰틀랜드 제도에 도달하는 데 26일이나 걸렸다. 어려운 날씨 뿐만 아니라 방향을 따라 그는 자신의 어떤 선원들과 문제가 있었다. 허드슨은 2명의 경험을 가지 남성들 - 1등 항해사 윌리엄 콜린스와 제임스 영을 강등시켰다. 이 일은 많은 선원을 속상하게 하였고, 가능하게 이후에 허드슨을 위한 문제로 이끌었다. 그들은 무겁에 빙하로 덮인 수로들로 들어가 그린랜드의 해안을 지나 항해하였다. 그들은 지속적으로 북극으로 향하여 노르웨이의 일부인 스발바르 제도에 있는 스피츠베르겐섬에 도달하였다. 방향을 따라 그들은 많은 고래들, 어떤 바다코끼리와 바다표범들, 그리고 몇종의 바닷새들을 보았다. 그는 대부빙군을 주위로 항해하는 데 몇몇의 시도를 하였으나 비성공적이었다. 7월 27일 호프웰 호와 그 선원은 잉글랜드로 돌아갔다. 허드슨은 중국으로 향하는 북부항로를 찾는 데 실패하였다.
모스크바 회사는 북극에서 허드슨이 본 고래에 관하여 듣는 데 흥분하였다. 17세기에 고래잡이는 매우 유리하였다. 고래고기와 지방은 촛불을 붙이는 데 도움이 된 기름을 만드는 데 쓰였다. 모스크바 회사는 고래잡이 원정을 시작하는 데 빠르게 계획을 세웠다. 그러나 허드슨은 고래잡이가 아닌 탐험에 흥미를 가졌다. 그래서 1608년 모스크바 회사는 극동으로 향한 통로를 찾는 데 다시 한번 허드슨을 위임하였다. 이때 허드슨은 북동항로를 찾는 데 계획을 세워 러시아의 노바야젬랴 지방을 향하여 항해하였다. 허드슨은 다시 자신의 아들 존을 포함한 14명의 남성들의 선원과 함께 다시 한번 호프웰 호를 타고 4월 22일에 떠났다. 허드슨은 자신의 어떤 선원들과 다시 한번 문제가 있었다. 그러나 그들은 지속적으로 항해하여 노바야젬랴에 도달하였다. 그들은 몇몇의 동물들을 다시 보았고, 허드슨은 인어를 본 것마저 자신의 일기에 기록하였다. 그러나 자신의 마지막 여행처럼 허드슨은 큰 대부빙군을 지나 항해하지 못하여 잉글랜드로 귀국하였다.

### 그 후의 항해

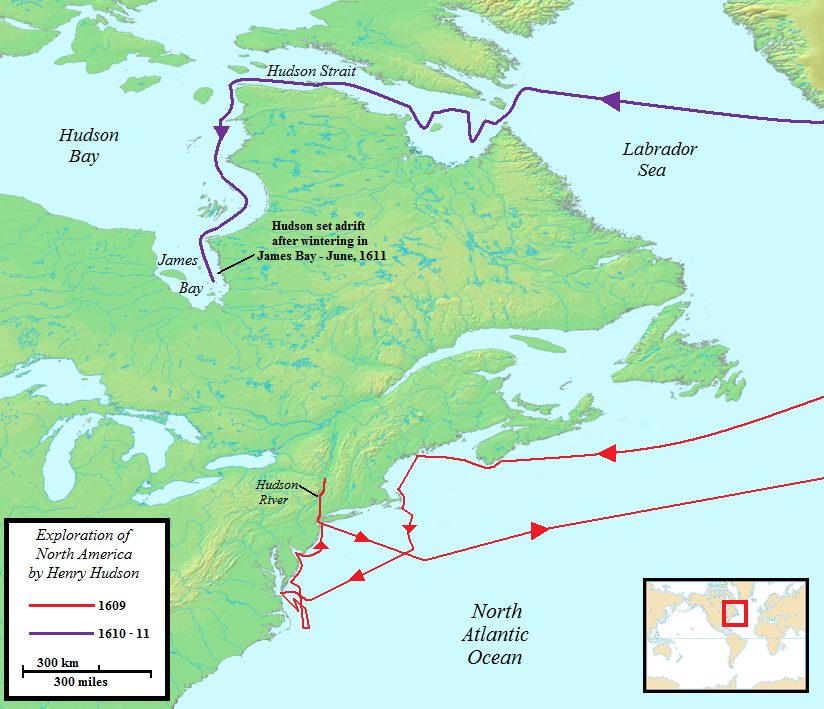
허드슨의 북아메리카 항해 경로

모스크바 회사의 사원들은 허드슨의 결과들과 행복하지 않았다. 그래서 그는 또다른 항해들을 이루는 데 그에게 기회를 부인하였다. 그래서 허드슨은 네덜란드인들에게 향하였다. 그는 암스테르담으로 건너가 아시아로 북동항로를 찾는 데 1609년 네덜란드 동인도 회사에 의하여 위임되었다. 그는 4월 6일 하프문 (Half Moon, 네덜란드어: Halve Maen 할버만[*])호를 타고 네덜란드로부터 항해하였다. 러시아의 위로 멀지 않은 허드슨과 그의 선원들은 다시 한번 무거운 대부빙군에 의하여 봉쇄되었다. 허드슨은 네덜란드로부터 자신의 명령들을 무시하는 데 선택하여 대신 북서항로를 찾는 데 향하였다. 그는 대서양을 가로질러 캐나다에서 뉴펀들랜드와 노바스코샤로 내려가 자신의 방향을 이루었다. 지속적으로 항해한 그는 오늘날 매사추세츠주 플리머스와 보스턴이 될 현장들을 지났다. 그들은 버지니아주 제임스타운의 영국인 정차지 만큼 멀리 내려갔다. 그들은 그러고나서 돌아서 북부를 향하여 오늘날 뉴욕주에 있는 강으로 들어갔다. 허드슨은 이 일이 자신이 기대했던 통로였다는 것에 희망이 차있었다. 이 것은 1524년 조반니 다 베라차노가 탐험한 똑같은 지역이다. 허드슨은 이 강을 따라 올라가 150 마일을 여행하였으나 그것이 자신이 희망했던 통로가 아니었던 것을 찾아냈다. 이 강은 허드슨강으로 알려지게 되었다. 원정은 태평양으로 이어지지 않은 것으로 선원들이 결심했을 때까지 강을 따라갔다. 그들은 유럽으로 돌아갔다.
자신이 네덜란드로 돌아오는 길에 하프문 호는 잉글랜드 다트머스에 정박하였다. 네덜란드인들과 부족한 관계들을 가진 잉글랜드인들은 허드슨이 네덜란드로 돌아가는 데 허용하지 않았다. 그는 자신 없이 정보에 관한 자신의 항해 일지를 보내야 하였다. 이 시간 동안 허드슨은 유럽에서 북극 탐험의 가장 경험을 가진 선장들 중의 하나였다. 그래서 그들은 다시 한번 그에게 북서항로를 발견하는 데 돌아가는 요구를 하였다. 허드슨, 그의 아들 존과 허드슨의 선원은 1610년 4월 17일 디스커버리 (Discovery)호에 항해를 세웠다. 그들은 대서양을 가로질러 캐나다 북부 허드슨 해협으로 향해 항해했다. 허드슨 해협의 가장 남부에 있는 제임스만으로 들어가 탐험을 했으나 아시아를 향한 북서항로를 찾지 못했다. 겨울이 되면서 얼음에 갇히게 되자 해안으로 이동하여 그곳에서 혹독히 추운 겨울을 보냈다.

## 사망

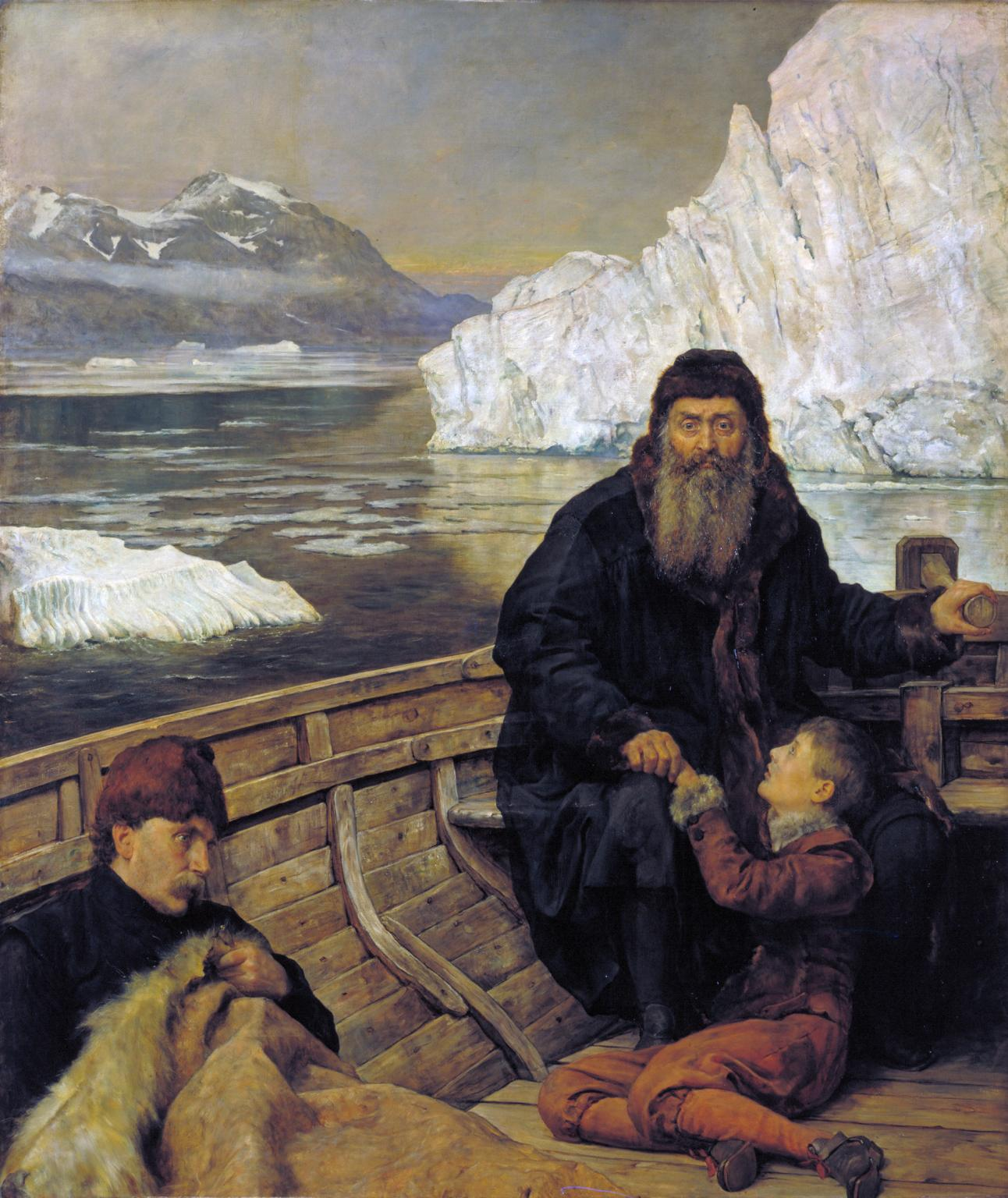
허드슨의 마지막 항해를 그린 그림 (존 콜리어 작)

제임스만에서 겨울을 보낸 다음해 1611년 봄이 되어 얼음이 녹자 허드슨은 다시 탐험을 시작했다. 그러나 선원들이 탐험에 반대하며 귀국을 원했다. 허드슨은 귀국요구를 거절했고 이에 불복한 선원들이 6월에 선상반란을 일으켰다. 반란에 성공한 선원들은 허드슨과 그의 아들 그리고 몇몇 심복들을 작은 보트에 태워 허드슨만에 버려둔채 유럽으로 돌아가 버렸다. 이후 보트에 버려진 허드슨 일행에 대한 행방은 더 이상 알려지지 않았다.

## 유산
허드슨은 결심된 선장, 탐험가이자 항해자였다. 그는 북극의 미지의 위험한 얼음의 물들을 통하여 항해하였다. 그러나 그의 부족한 리더십은 그의 불행한 종말로 이끌었다. 아시아로 통로를 찾는 데 자신이 전혀 성취를 이루지 않았어도 허드슨은 다양한 북아메리카의 수로들을 발견하였다. 그의 발견들은 식민지 건설과 교역이 열릴 북아메리카로 다른 유럽인들의 여행으로 이끌었다. 그가 탐험하고 지나면서 항해한 많은 지역들은 오늘날 그의 이름을 땄다. 뉴욕주에 있는 강, 만과 해협이 전부 그의 이름을 딴 것이다.

## 같이 보기
- 대항해시대